# توبياس ويبر
توبياس ويبر هو سياسي ألماني، ولد في 28 ديسمبر 1892 في Bobenheim-Roxheim ‏ في ألمانيا، وتوفي في 16 يناير 1963 في كارلسروه في ألمانيا. نشط حزبياً في الاتحاد الديمقراطي المسيحي. وقد انتخب عضو مجلس الشورى الموحد في راينلاند بالاتينات ‏.